# John Moore (vescovo di Ely)

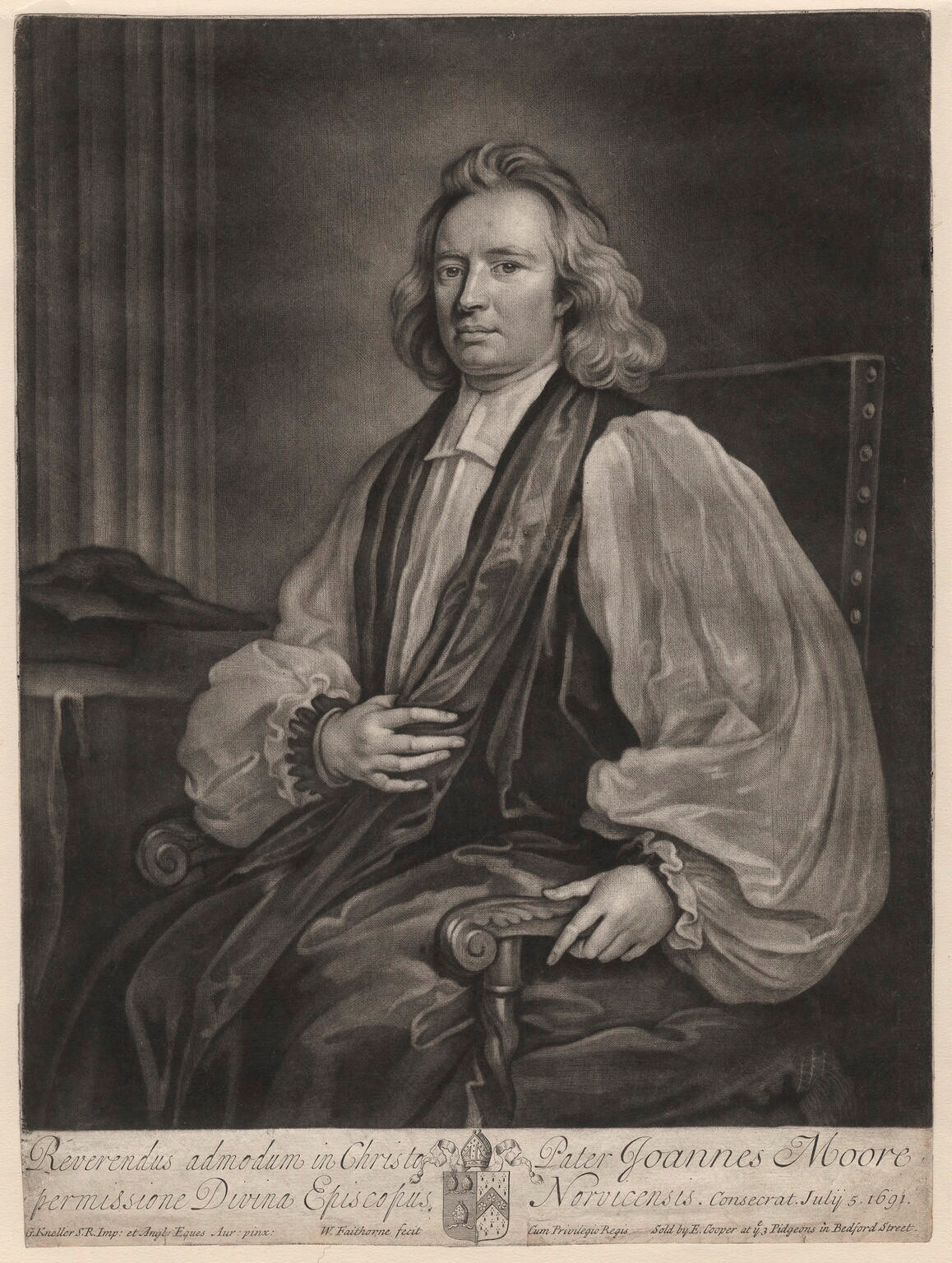
Il vescovo Moore.

John Moore (Market Harborough, 1646 – Ely, 31 luglio 1714) è stato un vescovo anglicano inglese, studioso e bibliofilo.

## Biografia
Nacque nel Leicestershire, figlio di un commerciante di ferramenta. Studiò al Clare College dell'University of Cambridge dove in seguito insegnò dal 1667. Rettore a Blaby in Leicestershire dal 1676 al 1687, passò poi, con lo stesso incarico, a St Anne a Westminster ed a St Andrew a Holborn. Dal 1670 fu nella casa di Heneage Finch, conte di Nottingham, come cappellano. Sostenne la gloriosa rivoluzione e venne nominato cappellano reale. Nel 1691 divenne vescovo di Norwich. Nel 1707 fu trasferito alla più ricca diocesi di Ely. Morì ad Ely il 31 luglio 1714 e venne tumulato nella cattedrale di Ely. Si sposò due volte, la prima con Rose di Neville Thomas Alexander Butler e Cicely Aglionby, e la seconda con Dorothy di William Barnes di Sadberghe, Durham, vedova di sir Richard Brown, Bart (ucciso nelle Fiandre nel 1690 da Col Bilingsley), quale suo terzo marito.
Al momento della sua morte nel 1714, la collezione di libri e manoscritti di Moore contava più di 30.000 esemplari, e potrebbe essere stata la più grande d'Inghilterra. Per celebrare la sua incoronazione, Giorgio I la acquistò al completo, pagandola 6.000 ghinee, per donarla alla Cambridge University. La biblioteca di Moore, da sola, conteneva più del doppio di quanto presente al tempo nella biblioteca dell'Università. Mentre diversi libri sono stati rimossi nel corso degli anni, il dono del re è rimasto in gran parte intatto, ed è chiamato The Royal Library in onore del suo donatore.